# Comuna Dravograd
Dravograd (Občina Dravograd) este o comună din Slovenia, cu o populație de 8.863 de locuitori (2002).

## Localități
Bukovska vas, Dobrova pri Dravogradu, Dravograd, Črneče, Črneška Gora, Gorče, Goriški Vrh, Kozji Vrh nad Dravogradom, Libeliče, Libeliška Gora, Ojstrica, Otiški Vrh, Podklanc, Selovec, Sveti Boštjan, Sveti Danijel, Sveti Duh, Šentjanž pri Dravogradu, Tolsti Vrh, Trbonje, Tribej, Velka, Vič, Vrata